# Анте Маркович
А́нте Ма́ркович (хорв. Ante Marković, *25 листопада 1924, Коніц, нині Боснія і Герцеговина — †28 листопада 2011, Загреб, Республіка Хорватія) — югославський і хорватський державний діяч. Більш за все відомий як останній прем'єр-міністр Соціалістичної Федеративної Республіки Югославії.

## Життєпис
Маркович за походженням боснійський хорват, народився в Коніці, в тогочасному Королівстві сербів, хорватів і словенців. Закінчив електротехнічне відділення технічного факультету Загребського університету в 1954 р. Працевлаштувався на підприємстві «Раде Кончар», де в 1961 році став генеральним директором. Цю посаду займав протягом 23 років аж до 1984 року. У політику ввійшов у 1980 р., обійнявши посаду Голови Виконавчої Ради Сабору Соціалістичної Республіки Хорватії, тобто очоливши уряд тодішньої Хорватії. У 1986 році став Головою Президії СР Хорватії, змінивши на цій посаді Ему Деросі-Б'єлаяц. Займав цей пост до 1988 року, доки його не змінив Іво Латін. У березні 1989 р. після відставки Бранка Микулича став прем'єр-міністром Югославії. Після оприлюднення цього рішення США очікували налагодження співпраці, позаяк Маркович славився своєю «прихильністю до ринкових реформ», а BBC оголосило, що він «найкращий союзник Вашингтона в Югославії».
 У кінці того самого року Маркович розпочав нову і амбітну програму безпрецедентних економічних реформ, включаючи стабілізацію валюти та приватизацію, а також програму обмеженої лібералізації торгівлі. Результатом його грошової реформи було тимчасове припинення інфляції, що зумовило короткочасне піднесення рівня життя в Югославії, який перед цим неухильно падав. Тим не менш, короткочасний ефект розгорнутих Марковичем економічних реформ призвів до занепаду промислового сектора Югославії. У боротьбі з конкурентами у вільнішому ринковому середовищі ставалися численні банкрутства роздутих державних («самоврядних») підприємств, що пізніше дало козирі численним етнічним націоналістичним політичним супротивникам Марковича. До 1990 року річний темп зростання ВВП впав до -7,5 %. У 1991 році ВВП скоротився ще на 15 відсотків, а обсяг промислового виробництва знизився на 21 відсоток.
Маркович своєю популярністю завдячував своєму образу нового, сучасного політика західного стилю. Як такий він швидко став улюбленцем ліберальних кіл, які хотіли, щоб Югославія перетворилася на сучасну демократичну федерацію. Маркович також додавав собі популярності, стоячи осторонь дедалі запекліших чвар у керівництві Союзу комуністів Югославії або намагаючись виступати посередником між різними республіками. У липні 1990 року він створив Союз реформаторських сил (хорв. Savez reformskih snaga), політичну партію підтримки реформованої югославської федерації. За даними опитування, проведеного Союзною Виконавчою Радою (урядом СФРЮ), ця партія мала підтримку 14 % людей у Боснії і Герцеговині і менш ніж 5 % в інших республіках. Утворення Союзу реформаторських сил було сприйнято неоднозначно. Тодішній президент Югославії Борисав Йович прокоментував:

Загальний висновок полягає в тому, що Анте Маркович більше нам не є прийнятним або надійним. Ніхто більше не має ніяких сумнівів, що він це продовження руки Сполучених Штатів в плані повалення всякого, хто думав чи думає про соціалізм, і саме нашими голосами в Скупщині ми призначили його прем'єр-міністром. Він грає в найнебезпечнішу гру, в зраду.

Висновок Йовича про роль Марковича:

Він був, безсумнівно, найактивнішим творцем розвалу нашої економіки і, в значній мірі, важливим учасником розпаду Югославії. Інші, хвалячись тим, що розвалили Югославію, хотіли б узяти на себе цю безславну роль, але у всіх цих відношеннях їхні вчинки не йдуть ні в яке порівняння з тим, що зробив Маркович, який оголошував себе прибічником збереження Югославії

Пізніше його програму саботував Слободан Мілошевич, який

фактично обумовив невдачу Марковича до грудня 1990 року, таємно забезпечивши незаконну позику в 1,7 млрд. $ від головного банку Сербії для того, щоб полегшити своє переобрання в тому місяці. Позика підірвала економічну програму жорсткої економії Марковича, зводячи нанівець успіх, досягнутий у справі контролю інфляції в країні.

Або, як розповідає це Крістофер Беннет у книзі Криваве падіння Югославії:

Простіше кажучи, банк друкував стільки грошей, скільки, як відчував Мілошевич, він потребував, щоб переобратися, а розмір «позики» ставав ясним через кілька тижнів, коли інфляція знову злітала по всій країні. Коли економіка відновлювала сповзання, Маркович знав, що його заходи провалилися […]

Межі компетенції федерального уряду ще більше звузили сепаратистські рухи в Словенії та Хорватії. В останні місяці свого перебування на посаді Маркович намагався знайти компроміс між сепаратистами і тими, хто вимагав, щоб Югославія залишалася єдиним цілим. Його зусилля, яким хоч і сприяли нові демократичні уряди в Боснії і Македонії, в кінцевому підсумку провалились, тому що армія — яка мала бути його найбільшим союзником — перейшла на сторону Мілошевича і сербських націоналістів. Розчарований і політично безсилий, Маркович розповів своєму кабінету у вересні 1991 року, що́ він довідався з пристрою для прослуховування, який потрапив у його розпорядження::

Було чітко встановлено зв'язок [між сербським урядом, армією та сербськими політиками в Боснії]. Я знаю, бо я чув, що Мілошевич віддав наказ Караджичу вступити в контакт з генералом Узелацем і наказати, відповідно до рішень зборів військової верхівки, щоб зброю було роздано і щоб ТО Країни та Боснії була озброєна і використана при здійсненні плану RAM.

Маркович залишався на своїй посаді навіть після початку війни, пішовши у відставку тільки в грудні 1991 року, ізольований і не маючи ніякої влади. Після цього Маркович зник з поля зору громадськості. У 1993 році він, за чутками, був обранцем Туджмана на пост прем'єр-міністра Хорватії, очевидно, через його економічну компетентність. Посада, зрештою, дісталася Нікіці Валентичу, який використав деякі з рецептів Марковича, щоб зупинити інфляцію. Натомість Маркович присвятив себе кар'єрі ділової людини. На початку 2000-х він працював економічним радником уряду Македонії.
У 2003 році він з'явився як свідок на судовий процес МТКЮ у справі Мілошевича. Ця поява порушила 12 років мовчанки, після тих свідчень він дав інтерв'ю загребському журналу новин «Глобус». У своїх свідченнях він заявив, що Мілошевич, як і Туджман підтвердили йому, що в березні 1991 року в сербському селі Караджорджево вони уклали угоду з метою поділити Боснію і Герцеговину між собою.